# Berner Sport Club Young Boys 2010-2011
Questa voce raccoglie le informazioni riguardanti il Berner Sport Club Young Boys nelle competizioni ufficiali della stagione 2010-2011.

## Stagione
Nella stagione 2010-2011 lo Young Boys, allenato da Vladimir Petković e Erminio Piserchia, concluse il campionato di Super League al 3º posto. In Coppa Svizzera lo Young Boys fu eliminato ai quarti di finale dal Zurigo. In Champions League lo Young Boys fu eliminato ai playoff dal Tottenham. In Europa League lo Young Boys fu eliminato al secondo turno dal Zenit San Pietroburgo.

## Rosa
| N. |                           | Ruolo | Calciatore          |
| -- | ------------------------- | ----- | ------------------- |
| 1  | Svizzera (bandiera)       | P     | Marco Wölfli        |
| 4  | Svizzera (bandiera)       | D     | Alain Nef           |
| 5  | Argentina (bandiera)      | D     | Emiliano Dudar      |
| 6  | Costa d'Avorio (bandiera) | D     | Hassan Lingani      |
| 7  | Svizzera (bandiera)       | D     | Scott Sutter        |
| 8  | Svezia (bandiera)         | C     | Alexander Farnerud  |
| 9  | Svizzera (bandiera)       | A     | Marco Schneuwly     |
| 10 | Svizzera (bandiera)       | C     | Moreno Costanzo     |
| 11 | Costa d'Avorio (bandiera) | C     | Thierry Doubaï      |
| 13 | Svizzera (bandiera)       | D     | Adriano De Pierro   |
| 14 | Svizzera (bandiera)       | C     | Christian Schneuwly |
| 15 | Camerun (bandiera)        | A     | Henri Bienvenu      |
| 16 | Svizzera (bandiera)       | C     | Mario Raimondi      |
| 17 | Svizzera (bandiera)       | C     | Christoph Spycher   |

| N. |                                 | Ruolo | Calciatore        |
| -- | ------------------------------- | ----- | ----------------- |
| 19 | Bosnia ed Erzegovina (bandiera) | C     | Senad Lulić       |
| 20 | Svizzera (bandiera)             | D     | François Affolter |
| 21 | Svizzera (bandiera)             | C     | David Degen       |
| 24 | Zambia (bandiera)               | A     | Emmanuel Mayuka   |
| 25 | Tunisia (bandiera)              | D     | Ammar Jemal       |
| 26 | Svizzera (bandiera)             | C     | Matteo Tosetti    |
| 27 | Svizzera (bandiera)             | P     | Ivan Benito       |
| 28 | Svizzera (bandiera)             | P     | Hrvoje Bukovski   |
| 29 | Svizzera (bandiera)             | D     | Ivo Zangger       |
| 29 | Svizzera (bandiera)             | A     | Albert Spahiu     |
| 30 | Costa d'Avorio (bandiera)       | C     | Kouadio Doubai    |
| 31 | Italia (bandiera)               | C     | Dario Dussin      |
| 32 | Francia (bandiera)              | C     | Rodrigue Laurent  |
| 33 | Svizzera (bandiera)             | D     | Sven Zimmermann   |

## Organigramma societario
Area tecnica
- Allenatore: Erminio Piserchia
- Allenatore in seconda:
- Preparatore dei portieri: Peter Kobel
- Preparatori atletici:

## Calciomercato

### Sessione estiva
| Acquisti | Acquisti          | Acquisti              | Acquisti |
| R.       | Nome              | da                    | Modalità |
| -------- | ----------------- | --------------------- | -------- |
| D        | Alain Nef         | Udinese               |          |
| C        | Matteo Tosetti    | Locarno               |          |
| P        | Roman Bürki       | Sciaffusa             |          |
| C        | Moreno Costanzo   | San Gallo             |          |
| C        | Dario Dussin      | Bienne                |          |
| D        | Ammar Jemal       | Étoile du Sahel       |          |
| C        | Senad Lulić       | Grasshoppers          |          |
| A        | Emmanuel Mayuka   | Maccabi Tel Aviv      |          |
| C        | Christoph Spycher | Eintracht Francoforte |          |
| D        | Sven Zimmermann   | Young Boys II         |          |

| Cessioni | Cessioni          | Cessioni      | Cessioni |
| R.       | Nome              | a             | Modalità |
| -------- | ----------------- | ------------- | -------- |
| C        | Alexandre Pasche  | Losanna       |          |
| A        | Seydou Doumbia    | CSKA Mosca    |          |
| D        | Aron Liechti      | Bienne        |          |
| A        | Mauro Lustrinelli | Bellinzona    |          |
| D        | Issam Merdassi    | Young Boys II |          |
| A        | Giuseppe Morello  | Thun          |          |
| D        | Marc Schneider    | Thun          |          |
| C        | Youssouf Traoré   | Losanna       |          |
| C        | Gilles Yapi Yapo  | Basilea       |          |

### Sessione invernale
| Acquisti | Acquisti           | Acquisti     | Acquisti |
| R.       | Nome               | da           | Modalità |
| -------- | ------------------ | ------------ | -------- |
| C        | Alexander Farnerud | Brøndby      |          |
| P        | Ivan Benito        | Grasshoppers |          |

| Cessioni | Cessioni            | Cessioni     | Cessioni |
| R.       | Nome                | a            | Modalità |
| -------- | ------------------- | ------------ | -------- |
| C        | Xavier Hochstrasser | Padova       |          |
| P        | Roman Bürki         | Grasshoppers |          |
| C        | Alberto Regazzoni   | San Gallo    |          |

## Risultati

### Super League

#### Prima fase, girone di andata
| Arbitro: | Hänni |

|               |           |              |
| Proschwitz 1’ | Marcatori | 90’ Bienvenu |

| Arbitro: | Circhetta |

|           |           |          |
| Dudar 75’ | Marcatori | 66’ Ianu |

| Arbitro: | Laperrière |

|                              |           |            |
| Lustrinelli 6’ Feltscher 40’ | Marcatori | 83’ Mayuka |

| Arbitro: | Busacca |

|              |           |                           |
| Rennella 78’ | Marcatori | 45’ Bienvenu 50’ Costanzo |

| Arbitro: | Studer |

|  |           |             |
|  | Marcatori | 4’ Wüthrich |

| Arbitro: | Wermelinger |

|           |           |  |
| Degen 65’ | Marcatori |  |

| Arbitro: | Circhetta |

|                       |           |  |
| Obradović 21’ Sio 76’ | Marcatori |  |

| Arbitro: | Studer |

|                    |           |                       |
| Jemal 4’ Degen 22’ | Marcatori | 39’ Frei 74’ Streller |

| Arbitro: | Bertolini |

|               |           |                 |
| Muntwiler 56’ | Marcatori | 27’, 65’ Mayuka |

#### Prima fase, girone di ritorno
| Arbitro: | Grossen |

|                   |           |                            |
| Costanzo 29’, 76’ | Marcatori | 63’ Glarner 88’ Proschwitz |

| Arbitro: | Wermelinger |

|                        |           |  |
| Zverotić 78’ Pacar 90’ | Marcatori |  |

| Arbitro: | Laperrière |

|           |           |             |
| Lulić 33’ | Marcatori | 42’ Mattila |

| Arbitro: | Circhetta |

|              |           |  |
| Bienvenu 58’ | Marcatori |  |

| Arbitro: | Busacca |

|                    |           |                                                       |
| Besle 33’ Page 65’ | Marcatori | 11’ Jemal 45’ (rig.) Costanzo 53’ Degen 55’ Schneuwly |

| Arbitro: | Hänni |

|                               |           |                         |
| Alphonse 38’ Schönbächler 45’ | Marcatori | 78’ Mayuka 87’ Bienvenu |

| Arbitro: | Studer |

|                         |           |              |
| Lulić 42’ Schneuwly 83’ | Marcatori | 56’ Ferrugem |

| Arbitro: | Circhetta |

|                           |           |            |
| Frei 52’, 77’ Shaqiri 68’ | Marcatori | 41’ Doubaï |

| Arbitro: | Bertolini |

|         |           |          |
| Nef 89’ | Marcatori | 83’ Frei |

#### Seconda fase, girone di andata
| Arbitro: | Gremaud |

|           |           |                                                            |
| Conti 39’ | Marcatori | 18’, 47’ Bienvenu 58’ Lulić 80’ Mayuka 90’ (aut.) Thiesson |

| Arbitro: | Studer |

|                                                   |           |                                |
| Teixeira 5’ (aut.) Farnerud 43’, 55’ Raimondi 90’ | Marcatori | 25’ Aegerter 85’ (rig.) Hassli |

| Arbitro: | Busacca |

|              |           |           |
| Taljević 11’ | Marcatori | 90’ Jemal |

| Arbitro: | Hänni |

|                             |           |                       |
| Bienvenu 7’, 75’ Mayuka 73’ | Marcatori | 4’ Almerares 45’ Page |

| Arbitro: | Laperrière |

|                                |           |                        |
| Rennella 19’, 43’ Hajrović 76’ | Marcatori | 44’ Bienvenu 66’ Lulić |

| Arbitro: | Wermelinger |

|  |           |                         |
|  | Marcatori | 16’ Bienvenu 90’ Mayuka |

| Arbitro: | Studer |

|                           |           |              |
| Nef 23’, 53’ Farnerud 58’ | Marcatori | 25’ Siegrist |

| Arbitro: | Laperrière |

|  |           |                         |
|  | Marcatori | 48’ Costanzo 73’ Mayuka |

| Arbitro: | Busacca |

|                                            |           |                                        |
| Bienvenu 26’ Lulić 33’ Raimondi 80’ (rig.) | Marcatori | 38’ Frei 65’ Streller 77’ (rig.) Tembo |

#### Seconda fase, girone di ritorno
| Arbitro: | Gremaud |

|                                        |           |  |
| Jemal 23’ Farnerud 33’, 56’ Mayuka 64’ | Marcatori |  |

| Arbitro: | Studer |

|                            |           |           |
| Nef 46’ (aut.) Mehmedi 59’ | Marcatori | 51’ Lulić |

| Arbitro: | Hänni |

|                           |           |              |
| Chipperfield 27’ Frei 85’ | Marcatori | 21’ Bienvenu |

| Arbitro: | Carrell |

|  |           |             |
|  | Marcatori | 52’ Lezcano |

| Arbitro: | Studer |

|                 |           |              |
| Lustenberger 3’ | Marcatori | 19’ Costanzo |

| Arbitro: | Jaccottet |

|                        |           |                           |
| Bienvenu 23’ Jemal 60’ | Marcatori | 82’ Rennella 88’ Emeghara |

| Arbitro: | Wermelinger |

|               |           |         |
| Schneuwly 56’ | Marcatori | 74’ Sio |

| Arbitro: | Studer |

|             |           |                            |
| Nuzzolo 15’ | Marcatori | 70’ Schneuwly 83’ Bienvenu |

| Arbitro: | Wermelinger |

|                                          |           |                    |
| Bienvenu 46’, 89’ Costanzo 67’ Degen 70’ | Marcatori | 63’ Lang 82’ Nushi |

### Coppa Svizzera
| 18 settembre 2010, ore 16:30 CEST Primo turno | Spiez | 0 – 7 | Young Boys |  |

| 16 ottobre 2010, ore 16:30 CEST Secondo turno | Collombey-Muraz | 2 – 5 | Young Boys |  |

| 21 novembre 2010, ore 15:00 CET Ottavi di finale | Kriens | 1 – 2 | Young Boys |  |

| Arbitro: | Busacca |

|                                      |           |                                                  |
| Farnerud 54’ Bienvenu 56’ Mayuka 82’ | Marcatori | 5’ Schönbächler 42’, 116’ Margairaz 49’ Chermiti |

### Champions League

#### Fase di qualificazione
| Arbitro: | Moen |

|                               |           |                        |
| Dudar 18’ Costanzo 89’ (rig.) | Marcatori | 5’ Belözoğlu 42’ Stoch |

| Arbitro: | Nikolaev |

|  |           |              |
|  | Marcatori | 40’ Bienvenu |

| Arbitro: | De Bleeckere |

|                                        |           |                             |
| Lulić 4’ Bienvenu 13’ Hochstrasser 28’ | Marcatori | 42’ Bassong 83’ Pavljučenko |

| Arbitro: | Duhamel |

|                                      |           |  |
| Crouch 5’, 61’, 78’ (rig.) Defoe 32’ | Marcatori |  |

### Europa League

#### Fase a gironi
| Arbitro: | Banti |

|                                        |           |  |
| Cacau 23’ (rig.) Gentner 59’ Taşçı 90’ | Marcatori |  |

| Arbitro: | Malek |

|                |           |  |
| Degen 11’, 64’ | Marcatori |  |

| Arbitro: | Blom |

|                                             |           |                               |
| Bienvenu 25’ Sutter 34’ Degen 61’ Lulić 74’ | Marcatori | 47’ Utaka 84’ (rig.) Sørensen |

| Arbitro: | Stavrev |

|                    |           |  |
| Andreasen 12’, 60’ | Marcatori |  |

| Arbitro: | Yefet |

|                                      |           |                               |
| Degen 35’ Sutter 78’ Mayuka 81’, 82’ | Marcatori | 48’ Pogrebnjak 68’ Schipplock |

| Arbitro: | Vink |

|               |           |  |
| Sardinero 15’ | Marcatori |  |

#### Fase a eliminazione diretta
| Arbitro: | Kakos |

|                      |           |               |
| Lulić 46’ Mayuka 90’ | Marcatori | 20’ Lombaerts |

| Arbitro: | Jakobsson |

|                                   |           |           |
| Lazović 41’ Semak 52’ Širokov 76’ | Marcatori | 21’ Jemal |

## Statistiche

### Statistiche di squadra
| Competizione     | Punti | In casa | In casa | In casa | In casa | In casa | In casa | In trasferta | In trasferta | In trasferta | In trasferta | In trasferta | In trasferta | Totale | Totale | Totale | Totale | Totale | Totale | DR  |
| Competizione     | Punti | G       | V       | N       | P       | Gf      | Gs      | G            | V            | N            | P            | Gf           | Gs           | G      | V      | N      | P      | Gf     | Gs     | DR  |
| ---------------- | ----- | ------- | ------- | ------- | ------- | ------- | ------- | ------------ | ------------ | ------------ | ------------ | ------------ | ------------ | ------ | ------ | ------ | ------ | ------ | ------ | --- |
| Super League     | 57    | 18      | 8       | 8       | 2       | 35      | 23      | 18           | 7            | 4            | 7            | 30           | 27           | 36     | 15     | 12     | 9      | 65     | 50     | +15 |
| Coppa Svizzera   | -     | 1       | 0       | 0       | 1       | 3       | 4       | 3            | 3            | 0            | 0            | 14           | 3            | 4      | 3      | 0      | 1      | 17     | 7      | +10 |
| Champions League | -     | 2       | 1       | 1       | 0       | 5       | 4       | 2            | 1            | 0            | 1            | 1            | 4            | 4      | 2      | 1      | 1      | 6      | 8      | -2  |
| Europa League    | -     | 4       | 4       | 0       | 0       | 12      | 5       | 4            | 0            | 0            | 4            | 1            | 9            | 8      | 4      | 0      | 4      | 13     | 14     | -1  |
| Totale           | 57    | 25      | 13      | 9       | 3       | 55      | 36      | 27           | 11           | 4            | 12           | 46           | 43           | 52     | 24     | 13     | 15     | 101    | 79     | +22 |

### Andamento in campionato
| Giornata  | 1 | 2 | 3 | 4 | 5 | 6 | 7 | 8 | 9 | 10 | 11 | 12 | 13 | 14 | 15 | 16 | 17 | 18 | 19 | 20 | 21 | 22 | 23 | 24 | 25 | 26 | 27 | 28 | 29 | 30 | 31 | 32 | 33 | 34 | 35 | 36 |
| --------- | - | - | - | - | - | - | - | - | - | -- | -- | -- | -- | -- | -- | -- | -- | -- | -- | -- | -- | -- | -- | -- | -- | -- | -- | -- | -- | -- | -- | -- | -- | -- | -- | -- |
| Luogo     | T | C | T | T | C | C | T | C | T | C  | T  | C  | C  | T  | T  | C  | T  | C  | T  | C  | T  | C  | T  | T  | C  | T  | C  | C  | T  | T  | C  | T  | C  | C  | T  | C  |
| Risultato | N | N | P | V | P | V | P | N | V | N  | P  | N  | V  | V  | N  | V  | P  | N  | V  | V  | N  | V  | P  | V  | V  | V  | N  | V  | P  | P  | P  | N  | N  | N  | V  | V  |
| Posizione | 4 | 7 | 8 | 7 | 7 | 7 | 7 | 7 | 6 | 6  | 6  | 6  | 5  | 5  | 5  | 4  | 5  | 5  | 4  | 4  | 4  | 4  | 5  | 4  | 3  | 3  | 3  | 3  | 3  | 3  | 4  | 3  | 4  | 4  | 3  | 3  |

Legenda:

Luogo: C = Casa; T = Trasferta. Risultato: V = Vittoria; N = Pareggio; P = Sconfitta.

### Statistiche dei giocatori
| Giocatore       | Super League | Super League | Super League | Super League | Coppa Svizzera | Coppa Svizzera | Coppa Svizzera | Coppa Svizzera | Champions League | Champions League | Champions League | Champions League | Europa League | Europa League | Europa League | Europa League | Totale   | Totale | Totale      | Totale     |
| Giocatore       | Presenze     | Reti         | Ammonizioni  | Espulsioni   | Presenze       | Reti           | Ammonizioni    | Espulsioni     | Presenze         | Reti             | Ammonizioni      | Espulsioni       | Presenze      | Reti          | Ammonizioni   | Espulsioni    | Presenze | Reti   | Ammonizioni | Espulsioni |
| --------------- | ------------ | ------------ | ------------ | ------------ | -------------- | -------------- | -------------- | -------------- | ---------------- | ---------------- | ---------------- | ---------------- | ------------- | ------------- | ------------- | ------------- | -------- | ------ | ----------- | ---------- |
| F. Affolter     | 33           | 0            | 8            | 0            | 1              | 0              | 0              | 0              | 4                | 0                | 1                | 0                | 8             | 0             | 0             | 0             | 46       | 0      | 9           | 0          |
| I. Benito       | 0            | 0            | 0            | 0            | 0              | 0              | 0              | 0              | 0                | 0                | 0                | 0                | 0             | 0             | 0             | 0             | 0        | 0      | 0           | 0          |
| H. Bienvenu     | 34           | 16           | 2            | 0            | 1              | 1              | 1              | 0              | 4                | 2                | 1                | 0                | 6             | 1             | 0             | 0             | 45       | 20     | 4           | 0          |
| H. Bukovski     | 0            | 0            | 0            | 0            | 0              | 0              | 0              | 0              | 0                | 0                | 0                | 0                | 0             | 0             | 0             | 0             | 0        | 0      | 0           | 0          |
| R. Bürki        | 2            | 0            | 0            | 0            | 0              | 0              | 0              | 0              | 1                | 0                | 0                | 0                | 1             | 0             | 0             | 0             | 4        | 0      | 0           | 0          |
| M. Costanzo     | 31           | 7            | 4            | 0            | 1              | 0              | 0              | 0              | 4                | 1                | 1                | 0                | 7             | 0             | 0             | 0             | 43       | 8      | 5           | 0          |
| A. De Pierro    | 2            | 0            | 0            | 0            | 0              | 0              | 0              | 0              | 0                | 0                | 0                | 0                | 0             | 0             | 0             | 0             | 2        | 0      | 0           | 0          |
| D. Degen        | 32           | 4            | 6            | 1            | 1              | 0              | 0              | 0              | 4                | 0                | 2                | 0                | 7             | 4             | 1             | 0             | 44       | 8      | 9           | 1          |
| K. Doubai       | 3            | 0            | 0            | 0            | 0              | 0              | 0              | 0              | 0                | 0                | 0                | 0                | 0             | 0             | 0             | 0             | 3        | 0      | 0           | 0          |
| T. Doubaï       | 32           | 1            | 3            | 1            | 1              | 0              | 0              | 0              | 4                | 0                | 0                | 0                | 8             | 0             | 0             | 0             | 45       | 1      | 3           | 1          |
| E. Dudar        | 17           | 1            | 5            | 1            | 1              | 0              | 0              | 0              | 2                | 1                | 0                | 0                | 2             | 0             | 2             | 0             | 22       | 2      | 7           | 1          |
| D. Dussin       | 0            | 0            | 0            | 0            | 0              | 0              | 0              | 0              | 0                | 0                | 0                | 0                | 0             | 0             | 0             | 0             | 0        | 0      | 0           | 0          |
| A. Farnerud     | 17           | 5            | 3            | 1            | 1              | 1              | 0              | 0              | 0                | 0                | 0                | 0                | 0             | 0             | 0             | 0             | 18       | 6      | 3           | 1          |
| X. Hochstrasser | 12           | 0            | 0            | 0            | 0              | 0              | 0              | 0              | 3                | 1                | 1                | 0                | 5             | 0             | 0             | 0             | 20       | 1      | 1           | 0          |
| A. Jemal        | 26           | 5            | 5            | 0            | 0              | 0              | 0              | 0              | 4                | 0                | 1                | 0                | 7             | 1             | 4             | 0             | 37       | 6      | 10          | 0          |
| R. Laurent      | 0            | 0            | 0            | 0            | 0              | 0              | 0              | 0              | 0                | 0                | 0                | 0                | 0             | 0             | 0             | 0             | 0        | 0      | 0           | 0          |
| H. Lingani      | 2            | 0            | 0            | 0            | 0              | 0              | 0              | 0              | 0                | 0                | 0                | 0                | 0             | 0             | 0             | 0             | 2        | 0      | 0           | 0          |
| S. Lulić        | 31           | 6            | 7            | 1            | 1              | 0              | 1              | 0              | 4                | 1                | 0                | 1                | 7             | 2             | 2             | 0             | 43       | 9      | 10          | 2          |
| E. Mayuka       | 27           | 9            | 3            | 0            | 1              | 1              | 0              | 0              | 1                | 0                | 0                | 0                | 7             | 3             | 1             | 0             | 36       | 13     | 4           | 0          |
| A. Nef          | 27           | 3            | 7            | 1            | 1              | 0              | 0              | 0              | 0                | 0                | 0                | 0                | 7             | 0             | 3             | 0             | 35       | 3      | 10          | 1          |
| A. Pasche       | 0            | 0            | 0            | 0            | 0              | 0              | 0              | 0              | 0                | 0                | 0                | 0                | 0             | 0             | 0             | 0             | 0        | 0      | 0           | 0          |
| M. Raimondi     | 28           | 2            | 1            | 0            | 1              | 0              | 0              | 0              | 2                | 0                | 0                | 0                | 4             | 0             | 0             | 0             | 35       | 2      | 1           | 0          |
| A. Regazzoni    | 12           | 0            | 2            | 0            | 0              | 0              | 0              | 0              | 2                | 0                | 0                | 0                | 5             | 0             | 1             | 0             | 19       | 0      | 3           | 0          |
| C. Schneuwly    | 16           | 2            | 1            | 0            | 0              | 0              | 0              | 0              | 3                | 0                | 0                | 0                | 4             | 0             | 0             | 0             | 23       | 2      | 1           | 0          |
| M. Schneuwly    | 18           | 2            | 1            | 1            | 0              | 0              | 0              | 0              | 2                | 0                | 0                | 0                | 4             | 0             | 1             | 0             | 24       | 2      | 2           | 1          |
| A. Spahiu       | 1            | 0            | 0            | 0            | 0              | 0              | 0              | 0              | 0                | 0                | 0                | 0                | 0             | 0             | 0             | 0             | 1        | 0      | 0           | 0          |
| C. Spycher      | 26           | 0            | 3            | 0            | 1              | 0              | 0              | 0              | 4                | 0                | 0                | 0                | 7             | 0             | 4             | 0             | 38       | 0      | 7           | 0          |
| S. Sutter       | 32           | 0            | 5            | 0            | 1              | 0              | 0              | 0              | 4                | 0                | 0                | 0                | 8             | 2             | 0             | 0             | 45       | 2      | 5           | 0          |
| M. Tosetti      | 6            | 0            | 0            | 0            | 0              | 0              | 0              | 0              | 0                | 0                | 0                | 0                | 0             | 0             | 0             | 0             | 6        | 0      | 0           | 0          |
| M. Wölfli       | 35           | 0            | 3            | 0            | 1              | 0              | 0              | 0              | 3                | 0                | 0                | 0                | 7             | 0             | 0             | 0             | 46       | 0      | 3           | 0          |
| I. Zangger      | 0            | 0            | 0            | 0            | 0              | 0              | 0              | 0              | 0                | 0                | 0                | 0                | 0             | 0             | 0             | 0             | 0        | 0      | 0           | 0          |
| S. Zimmermann   | 0            | 0            | 0            | 0            | 0              | 0              | 0              | 0              | 0                | 0                | 0                | 0                | 0             | 0             | 0             | 0             | 0        | 0      | 0           | 0          |